# 牙痛
牙痛（toothache、dental pain）是牙科的常见症状之一，无论是牙齿或牙齿周围的疾病都可能導致疼痛，如常见的龋齿、牙痈、牙宣、牙齿交痈、骨槽风等病，都会有不同程度的牙痛。所以，它包括了西医的龋齿、急慢性牙髓炎、急慢性根尖周炎、牙周病等引起的牙痛。
牙髓炎有兩種：如痛感屬轻至中度，且移去刺激(例如低溫)後痛感很快消失，則為可逆牙髓炎；假如痛感自發出現，而且在外來刺激消失後仍长時間存在，則屬不可逆牙髓炎。 如不作治療，牙髓炎可能變為不可逆，進而发展為牙髓壞死和根尖周炎。 膿腫通常会引發抽搐痛。 根尖膿腫通常在牙髓壞死後出現，冠周膿腫常與下頜智齒急性冠周炎相關，而牙周膿腫則通常表示有慢性牙周炎。與牙齒無關的病症也可能引發牙痛，但較不常見；舉例而言，鼻窦炎可能會導致上排後牙疼痛，而心绞痛則可能引發下排牙齿疼痛。 因此，要對牙痛作出正確診斷，有時並非輕而易舉。

## 診斷
要診斷牙痛，有時可以困難重重  ，既是因為牙痛的可能成因多種多樣，也是由於牙痛的表現變化多端， 痛感可轉移至牙外，也可自牙外而來。牙痛的表現，可以和幾乎所有面部痛症有相似之處。   然而，绝大多数牙痛都因牙齒問題而起，而非源自牙外。因此，對口面部疼痛作出鑑別診斷時，常有"可以是馬就先別當是斑馬 (horses, not zebras)"這樣的說法 。  意思是說，診斷時，應先考慮常見的牙科病因(例如牙髓炎)，然後才考慮少見且並非源自牙齒的病因(例如心肌梗死)。如果將討論範圍擴大至口面部疼痛 ，那麼除非有證據證明病因並不在牙齒，否則可將所有此類疼痛病例視為因牙而起。 診斷牙痛時，通常按以下顺序进行：查證病史，随后作出检查和调查 。 整合所得資訊，反映出病症面貌後，便可給出鑑別診斷。

## 中医
中医上认为牙痛以风热、胃火等引起的最为常见；属于风热的症见牙龈肿胀酸痛、不能咀嚼、腮肿而热等，治疗宜疏风清热，属于胃火的症见齿痛龈肿、口臭、燥渴、便秘等，治疗宜清胃泻火。

## 外部連接
- 维基词典中的词条「toothache」
- WebMD Dental Health & Toothaches （页面存档备份，存于）
- Mayo Clinic Toothache First Aid （页面存档备份，存于）
- U.S. National Library of Medicine: Toothaches （页面存档备份，存于）